# Шумилин, Алексей Александрович
Алексе́й Алекса́ндрович Шуми́лин (2 марта 1936, Ленинград, РСФСР, СССР — 3 октября 2021, Москва, Россия) — советский и российский военачальник, деятель РВСН и космических войск, начальник 5-го Государственного испытательного космодрома Министерства обороны Российской Федерации — космодрома Байконур (1992—1997). Генерал-лейтенант (9 июня 1993 года), Герой Социалистического Труда (4 декабря 1987 года), лауреат Государственной премии СССР (1979).

## Биография
В Вооружённых Силах с июня 1953. Окончил Ленинградскую военно-воздушную инженерную академию им. А. Ф. Можайского (1959). С января 1959 на полигоне Байконур, начинал службу инженером по испытаниям, далее начальник отделения, инженер отдела, инженер-испытатель, старший инженер-испытатель, начальник лаборатории, заместителем начальника и начальником отдела 1-го управления. В сентябре 1975 назначен заместителем начальника управления, а в июле 1980 — начальником 1-го управления.
26 сентября 1983 года менее чем за минуту до старта корабля «Союз Т-10-1» произошло возгорание ракеты-носителя. А. А. Шумилин и А. М. Солдатенков, которые руководили стартовой командой, мгновенно оценили ситуацию и за несколько секунд до взрыва при помощи системы аварийного спасения «отстрелили» корабль, благодаря чему спускаемый аппарат с экипажем (Владимир Титов и Геннадий Стрекалов) благополучно приземлился на парашюте в 4 км от стартового комплекса (пл.1 космодрома Байконур).
С января 1989 заместитель начальника полигона по научно-исследовательской и испытательной работе. В сентябре 1992 назначен начальником 5 Государственного испытательного космодрома. С 1993 года — член военного совета Военно-Космических Сил. Принимал участие более чем в 500 запусках первых спутников, кораблей-спутников, исследовательских космических аппаратов, пилотируемых космических аппаратов, в том числе более чем в 100 как руководитель боевого расчёта. Внёс большой вклад в создание автоматического грузового КК «Прогресс», в осуществление космических программ «ЭПАС», «Интеркосмос» и других, в подготовке автоматических космических аппаратов различного назначения, испытания новой ракетной техники, в организацию научно-исследовательской и военно-научной работы на полигоне.
После увольнения в запас (август 1997) работал в РКК «Энергия» им. С. П. Королёва. Являлся начальником морского старта изделия «Зенит» по международному проекту. Руководитель российской экспедиции «Sea Launch» — «Морской старт» — программа экваториальных запусков с плавучего старта. Генерал А. А. Шумилин первым из начальников космодрома Байконур отслужил на нём всю военную службу.
Умер в 2021 году. Прах захоронен в колумбарии на Федеральном военном мемориальном кладбище.
В 2022 году в честь А. А. Шумилина названа улица в городе Байконур.

## Награды

### Российская Федерация
- орден «За заслуги перед Отечеством» 4-й степени (21 февраля 1996 года)
- Почётный гражданин города Байконура (2000)
- медали

### СССР
- Герой Социалистического Труда (4 декабря 1987 года)
- два ордена Ленина (8 сентября 1982 года, 4 декабря 1987 года)
- орден Трудового Красного Знамени (15 января 1976 года)
- медаль «За отвагу на пожаре» (23 декабря 1983 года)
- медали «За безупречную службу» 3-х степеней
- юбилейные и памятные медали СССР
- Лауреат Государственной премии СССР (1979)

### Иностранные
- медаль «60 лет Вооружённых Сил Монгольской Народной Республики» (МНР, 29 декабря 1982 года)